# سیارک ۷۹۱۵۲
سیارک ۷۹۱۵۲ (به انگلیسی: 79152 Abukumagawa، نامگذاری:1993FX3)۷۹۱۵۲مین سیارک کشف شده‌است که در ۱۷ مارس ۱۹۹۳ کشف شد.